# Lista de métodos de adivinhação

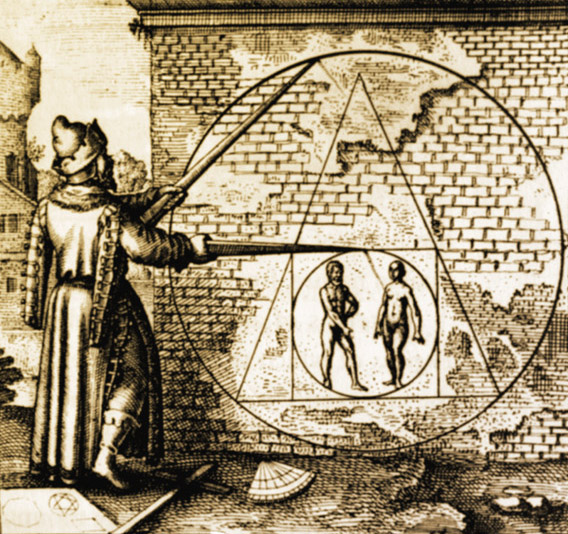
Um arithmancer da Atalanta Fugiens (1618), por Michael Maier.

Os métodos de adivinhação são diversos e presentes em diversas culturas. Algumas pessoas dedicam suas vidas a eles, outras consultam por curiosidade ou diversão, enquanto outros não acreditam que haja algum fundamento por trás deles.
Esta é uma lista de métodos de adivinhação :

## A
- Abacomancia - através de um ábaco.
- Actinomancia - pelas irradiações das estrelas.
- Acutomancia - pelas formas ou desenhos de agulhas ou alfinetes atirados sobre água.
- Aeromancia - pelos ventos e das nuvens.
- Agalmatomancia - pela inspiração divina mediante a estátuas de deuses.
- Agromancia – pela aparência de um campo.
- Ailuromancia - através de gatos e outros felinos.
- Alectoromancia - através movimento das aves ao recolher grãos ou pedras dispostos em um círculo contendo  alfabeto.
- Aleuromancia - pelos biscoitos da sorte.
- Alfitomancia - através de invocações obscuras e ingestões de determinadas massas geralmente podres.
- Alomancia - pelo sal (um outro nome seria halomancia).
- Amniomancia - pela membrana que envolve o bebê durante o nascimento.
- Antracomancia - através de carvão incandescente.
- Antropomancia - pelo coração de pessoas sacrificadas.
- Apantomancia - através de encontros inesperados com animais.
- Aquileomancia - através de varetas de aquilégia.
- Aracnomancia - pela teia de aranha.
- Aritmancia  - pelos números correspondentes as letras do alfabeto (outro nome ou método mais moderno seria a Numerológica).
- Aritmomancia - pelos números correspondentes as letras do alfabeto. Uma forma antiga de Numerologia.
- Armomancia - pela inspeção de omoplatas.
- Astragalomancia - através de fosfóros ou dados lançados ao ar.
- Astragiromancia - através de fosfóros ou dados lançados ao ar.
- Astromancia - pelos astros.
- Aspidomancia - através de um demônio.
- Auromancia - através da leitura da aura pelos chakras com os yogues e praticantes de ayurveda e tantra, ou pelo chi com os praticantes de Reiki.
- Aurospicina - através de entranhas dos animais.
- Augúrio -  pelo voo dos pássaros.
- Austromancia - através de nuvens ou do vento.
- Axinomancia - pelo desgaste produzido pelo azeviche fundido.

## B
- Belomancia - através de como as flechas ficam cravadas.
- Bibliomancia - pela interpretação de palavras ou frases de um livro aberto ao acaso.
- Buziomancia - por meio de búzios, pequenas conchas.
- Botanomancia - pela colheita de cinza e ramos e da folhagem das árvores.
- Brizomancia - pelos sonhos. Uma forma antiga de Oniromancia.

## C
- Cabalomancia - pelo estudo da cabala.
- Cafeomancia - pela interpretação da borra do café.
- Capnomancia - pela fumaça lançada ao vento.
- Cartomancia - pelas cartas, sejam cartas de baralho, baralho cigano ou tarô.
- Captromancia - através de espelhos.
- Caomancia - através de imagens aéreas.
- Capnomancia - através de queima de determinadas ervas.
- Causinomancia - pelo fogo (outro nome para piromancia).
- Ceromancia - pela cera derretida da vela que caiu na água.
- Cibermancia - através de computadores.
- Cleifomancia ou Clidomancia- pelo movimento da chave suspensa por um cordão.
- Cleromancia - pelo lançamento de algum objeto, como um dado de seis lados.
- Coscinomancia - através de uma peneira.
- Craniomancia - pelas inclinações de um cranio.
- Crimomancia - pelo movimento das pérolas quando um culpado se aproxima.
- Cristalomancia - através de um cristal, como a bola de cristal.
- Cromniomanica - através de cebolas.

## D
- Dactilomancia - através de um anel de ouro.
- Dafnomancia - pelo som da queima de ramos de louro.
- Dactilomancia - pelo material usado para a criação de um anel do consultante.
- Datilomancia - pelo formato dos dedos.
- Demonomancia - pela invocação de um demônio.
- Dendromancia - pela observação de troncos e arbustos.
- Dominomancia - pelas pedras de um dominó, com respostas objetivas como sim ou não.

## E
- Enomancia - pela cor e da textura de um vinho.
- Enoquinomancia - pelo estudo da linguagem enoquiana.
- Eromancia - através de um copo de água.
- Eolomancia - pela direção da movimentação das nuvens e no vento.
- Escapulomancia - pela interpretação de ossos de animais.
- Esticomancia - pela interpretação de uma página de um livro aberta por acaso.
- Estolisomancia - pela maneira de vestir e das características do consultante.

## F
- Falomancia - das características fálicas através da análise visual.
- Felidomancia - adivinhação pelo comportamento dos gatos.
- Feng shui - pelo posicionamento de objetos e aberturas de um local.
- Filodoromancia - pelo som de pétalas golpeadas contra a mão do consultante.

## G
- Gastromancia - pela ventríloquia.
- Gematria - pelos valores numéricos das letras hebraicas.
- Geomancia - pelos pontos vitais da terra.
- Giromancia - pela seqüência de tombos e da desorientação de uma pessoa.
- Glossomancia - pela interpretação do formato da língua de uma pessoa.
- Goetiamancia - pelo estudo do demônios da goécia.
- Gramatomancia -  Procedimento adivinhatório pela obtenção ao acaso das letras do alfabeto.

## H
- Halomancia - pelo desenho de sal derramado em uma superfície lisa (um outro nome seria alomancia).
- Hariolomancia - através de idosos.
- Hepatomancia - pelo formato do fígado de animais sacrificados.
- Heteromancia - através da forma do voo das aves.
- Hidromancia - pela aparência e do movimento da água além das batidas das ondas nas pedras.
- Hieromancia - pelas entranhas de animais.
- Hipomancia - pelo som do cavalgar de cavalos.

## I
- I Ching - uma forma de bibliomancia, pela leitura de 64 hexagramas.
- Ictiomancia - pela parte interna, cor e alimentação dos peixes.
- Iridomancia -  através da observação da íris dos olhos.
- Isopsefia - pelo estudo dos valores numéricos das letras gregas.

## K
- Kin Maya - pela observação do calendário Maia Tzolkʼin.

## L
- Lacomancia - pela interpretação dos dados.
- Lampadomancia - pela interpretação de raios e trovões.
- Lecanomancia - pela interpretação de pedras preciosas lançadas em uma bacia cheia de água.
- Libanomancia - pela fumaça produzida por incensos.
- Licnomancia - pela interpretação de figuras refletidas pela luz ou pela sombra das velas ou tochas.
- Litomancia - através de pedras.
- Logomancia - pelo significado das letras do alfabeto latino, de acordo com a logosofia.

## M
- Mântica - pelo modo extra-racional.
- Melanomancia - pelas manchas na pele e outros sinais de um indivíduo.
- Miomancia - através de ratos e ratazanas em uma moradia.
- Moedamancia - através de moedas. [carece de fontes?]
- Molibdomancia - pelos ruídos do chumbo sendo fundido.

## N
- Necromancia ou Nigromancia - pela comunicação aos mortos e seus espíritos ou cadáveres.
- Nefelomancia - pelo formato das nuvens.
- Nominomancia - pela primeira letra do nome de alguém.
- Numerológica - através de números (outro nome ou método mais antigo seria a aritmancia).

## O
- Oculomancia - pelos olhos.
- Ofiomancia - pelas serpentes.
- Oinomancia - pelo vinho.
- Onfalomancia - pelo número de filhos de uma mulher.
- Onicomancia - através de desenhos feitos de azeite.
- Oniromancia - pelos sonhos.
- Onomatomancia - pelo significado de um nome.
- Oomancia ou Ovomancia - pelo rompimento da casca de um ovo.
- Ornitomancia - pelo canto e do voo de aves.
- Ostracomancia - por meio da observação de conchas.

## P
- Partenomancia - Arte de adivinhar se um mulher é virgem somente pelo olhar.
- Pegomancia - pelo tempo que o fogo leva para queimar algum objeto de valor sentimental para o consultante.
- Piromancia ou Causiomancia - pelo fogo.
- Podomancia - Arte de adivinhar pela leitura dos pés ou dos artelhos.
- Prolactomancia - Adivinhação do futuro por meio do ânus do consultante.
- Psicomancia - pela comunicação com os mortos.

## Q
- Quiromancia - pelas linhas e sinais da mão do consultante.

## R
- Rabdomancia - através de uma varinha mágica.
- Rapsodomancia - pelas tiragens de um poeta.
- Runemal - pelas runas.

## S
- Salimancia - através de figuras feitas de sal.
- Selenomancia - pelo movimentos e do estado da lua.
- Shemhamphorasch - pelo estudo dos 72 nomes de Deus.
- Sicomancia - pelo tempo que uma pergunta escrita levaria para secar.

## T
- Taromancia pelas cartas de tarot.
- Tefromancia - pelas cinzas criadas a partir de animais sacrificados.
- Teimancia - pelas folhas de chá.
- Teomancia - pela inspiração divina.
- Tiromancia - pelas características físicas de um queijo.

## U
- Uromancia - pela urina.

## X
- Xilomancia - através de árvores.

## Z
- Zoomancia - pelo apetite e movimento dos animais.